# Slag bij Munychia
De Slag bij Munychia werd gevochten tussen de Atheense bannelingen en de legers van de Dertig Tirannen, geholpen door een Spartaans garnizoen. In de slag viel een wezenlijk superieur leger samengesteld uit het Spartaanse garnizoen van Athene en het leger van de oligarchen een heuvel in Piraeus aan die bezet werd door 1.000 bannelingen onder Thrasybulus, maar het werd verslagen. Na deze nederlaag zagen de Dertig Tirannen zich gedwongen om te vluchten naar Eleusis.

## Achtergrond
Laat in het jaar 404 v.Chr. had Thrasybulus, samen met andere Atheense bannelingen, het fort van Phyle op de Atheense grens bezet. Hij en zijn mannen weerstonden een poging om hen te verslaan en, nadat hun aantallen waren toegenomen door nieuwe vrijwilligers, vielen het Spartaanse garnizoen van Athene, dat hen moest bewaken, aan in een hinderlaag. Kort na deze overwinning marcheerden de mannen van Phyle, nu 1.000 man sterk, in de nacht naar Piraeus, de haven van Athene. Daar, omdat ze met te weinig waren om de volledige haven te bewaken, bezetten ze een van de belangrijkste heuvels, de Munychia. De volgende ochtend marcheerden de legers van de Dertig Tirannen naar hen om hen aan te vallen.

## De slag
De Atheense bannelingen maakten zich klaar voor de slag in falanxformatie van tien rijen diep op de top van de Munychia, met lichte troepen en speerwerpers achter hen. Onderaan stelden de Spartaans-oligarchische legers zich op in een falanx die even breed was, maar wel 50 rijen diep. Het Spartaanse garnizoen bezette de rechterflank, de soldaten van de Dertig Tirannen de linkerflank. Xenophons relaas van de slag verhaalt dat Thrasybulus, om zijn mannen aan te moedigen, hen eraan herinnerde dat de mannen op de vijandelijke rechterflank degenen waren die ze enkele dagen eerder op de vlucht hadden gejaagd, terwijl de linkerflank bestond uit mannen die hen ten onrechte uit de stad verdreven hadden.
De oligarchische legers marcheerden naar de top van de heuvel, maar voor ze de top bereikten vielen de mannen van Phyle hen bergafwaarts aan. Deze charge brak de oligarchische linie, en de bannelingen achtervolgden hun vijanden tot ze van de heuvel af waren. In deze vlucht werden zeventig soldaten van de Dertig gedood. Onder de doden was Kritias, de leider van de Dertig; verschillende van andere belangrijke oligarchische leiders sneuvelden ook.

## Gevolgen
Na deze slag was het prestige van de Dertig, al verzwakt door de eerdere nederlaag bij Phyle, onherstelbaar beschadigd. De volgende dag werden de Dertig afgezet door een stemming van de rest van de oligarchische regering, de raad van de drieduizend. De Dertig vluchtten naar Eleusis, en er werd een andere regering gekozen om hen te vervangen. Deze nieuwe regering wilde echter niet onderhandelen met de mannen in Piraeus, dus werden er gezanten gestuurd naar Sparta om om hulp te vragen. Een Spartaans leger onder Pausanias werd gestuurd naar Athene; na een overwinning in de slag bij Piraeus sloot Pausanias een verdrag tussen de oligarchen en de bannelingen dat Athene en Piraeus herenigde en de democratie in Athene herstelde.